# Henry Greffrath

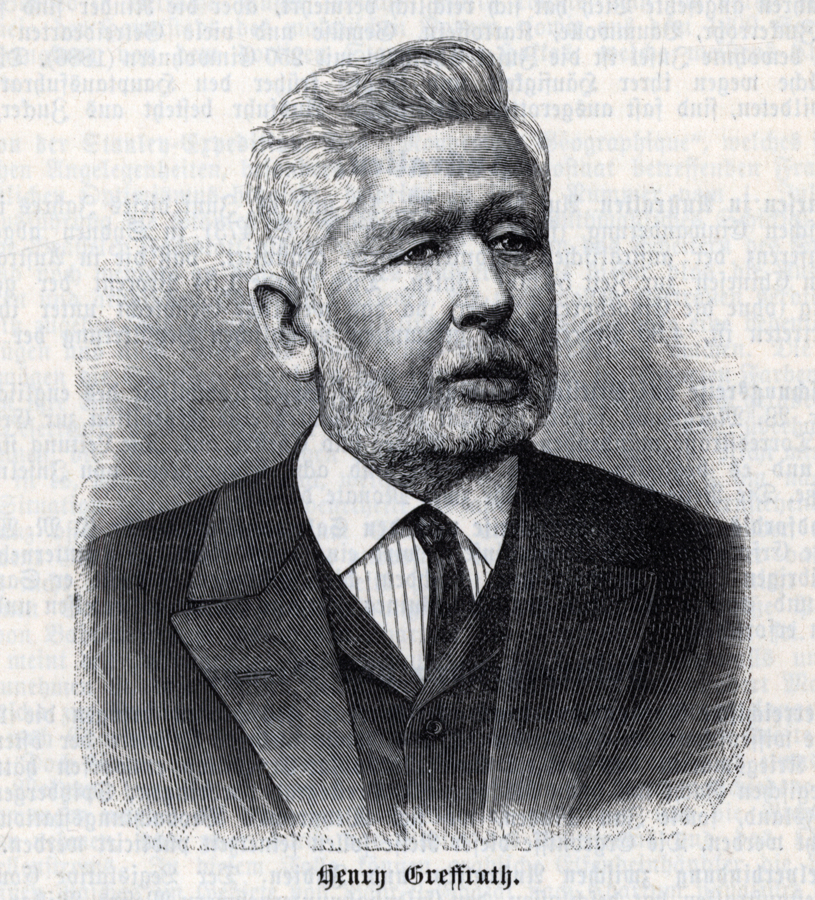
Henry Greffrath

Henry Greffrath, eigentlich Heinrich Ludwig Friedrich Wilhelm Greffrath (* 3. Februar 1818 in Amalienhof bei Teterow; † 4. Juni 1899 in Dessau) war ein deutscher Philologe, geographischer Schriftsteller und Aktivist der Revolution von 1848/49.

## Leben
Greffrath wurde als Sohn eines Gutsbesitzers in der Nähe von Teterow geboren. Ab dem 13. Lebensjahr besuchte er die Domschule Güstrow. Nachdem er das Abitur bestanden hatte, studierte er in Rostock ab 1838 Evangelische Theologie und später in Leipzig und Berlin Philologie und Naturwissenschaften. In Rostock trat Greffrath 1840 dem Corps Hanseatia und im darauffolgenden Jahr dem Corps Obotritia bei.
Greffrath nahm auf Seiten der Reformer aktiv an der Revolution von 1848/49 teil und musste nach deren Scheitern Mecklenburg verlassen. Greffrath entschied sich, mit einem Auswandererschiff nach Australien zu segeln.
Dort angekommen versuchte er sein Glück zunächst als Goldgräber in den nordwestlich von Melbourne gelegenen Goldfeldern Castlemaine und Bendigo. Seine Bemühungen blieben aber erfolglos und so gelangte er nach einiger Zeit nach Adelaide, wo er eine Stelle als Professor für neuere Sprachen und vergleichende Sprachwissenschaften am Königlich Britischen St. Peter's College fand. Nebenbei betrieb Greffrath einen regen Handel mit dem Import klassischer deutscher Literatur.
In den Sommer- und Winterferien unternahm Greffrath ausgedehnte Exkursionen durch Australien und erwarb sich so reichhaltige Kenntnisse über den fünften Kontinent, der zu seiner neuen Heimat wurde. 
Aus gesundheitlichen Gründen musste er allerdings Anfang der 1870er Jahre nach Deutschland zurückkehren, wo er sich zunächst in Jena und dann endgültig in Dessau als Privatmann niederließ. Greffrath verheiratete sich und seine Tochter Lisbeth heiratete später den Bremer Kaufmann Anton Günter von Heymann.
In Dessau widmete er sich der geographischen Schriftstellerei, über die er bis zu seinem Lebensende eng mit Australien verbunden blieb. Er galt als einer der besten deutschen Kenner Australiens und veröffentlichte seine Berichte u. a. in den Zeitschriften Globus, Aus allen Welttheilen, Ausland, Petermanns Mittheilungen, der Deutschen Rundschau für Geographie und Geschichte oder den Deutschen Geographischen Blättern.
1876 schrieb Henry abfällige Bemerkungen als Antwort auf die Korrespondenz von Mr. Duttons Hon. Kommissar für Kronländer und Einwanderung. Er erklärte, dass „die Attraktionen Südaustraliens nicht sehr groß sind in Bezug auf das Klima oder die Löhne, die verdient werden können, oder die soziale Position, die der Einwanderer erreichen kann, und dass der Deutsche in seinem eigenen vergleichsweise gut oder sogar besser dran ist Zuhause“. Henrys Äußerungen wurden später in den südaustralischen Zeitungen veröffentlicht und verursachten viel Widerspruch.
Henry Greffrath starb im Alter von 81 Jahren in Dessau.

## Werke (Auswahl)
- Die neuesten Entdeckungsreisen in Australien. In: Zeitschrift der Gesellschaft für Erdkunde, Band 10 (1875), S. 334–366
- Die neuesten Entdeckungsreisen in Australien: vierte Entdeckungsreise des Mr. Ernest Giles. In: Zeitschrift der Gesellschaft für Erdkunde, Band 11 (1876), S. 162–171
- Das Northern Territory, Nord-Territorium, der Colonie Süd-Australien. In: Zeitschrift der Gesellschaft für Erdkunde, Band 13 (1878), S. 375–416